# 比耶迪富尔
比耶迪富尔（法語：Bief-du-Fourg）是法国汝拉省的一个市镇，属于隆莱索涅区（Lons-le-Saunier）诺泽鲁瓦县（Nozeroy）。该市镇总面积10.2平方公里，2009年时的人口为162人。

## 人口
比耶迪富尔人口变化图示